# Christian Leonhard Klein
Christian Leonhard Klein (27. marts 1810 i København – 22. december 1891 på Frederiksberg) var en dansk porcelænsmaler.
Hans forældre var tæller i Nationalbanken Conrad Gottlieb Klein (1768-1842) og Jensine født Almstrup. Han blev efter sin konfirmation lærling på Den kongelige Porcelainsfabrik og gik samtidig fra 1827 på Kunstakademiet, hvor han blev elev på modelskolen (1831). Imidlertid lærte han blomstermaleriet og porcelænsmaleriet under J.L. Jensens vejledning fra 1825 og konkurrerede forgæves 1839 om den Neuhausenske Præmie med to tallerkener, hvorpå han havde malet blomsterne og Andreas Juuel den øvrige udsmykning. Han var i en række år blomstermaler ved Den kgl. Porcelainsfabrik og har som sådan udført og ledet udførelsen af det nye Flora Danica-stel, flere store vaser og tre store bordservicer. Et i 1831 udstillet maleri, Blomster og Frugter, blev købt til Den Kongelige Malerisamling, og en i 1855 i Paris udstillet vase fik hædersdiplom. Han udførte også isvaser og vinkølingsvaser til Christiansborg Slot og er repræsenteret i Den kgl. Porcelainsfabriks museum, bl.a. med en tallerken i nyrokoko, bemalet med rustrød georgine og med en meget bred forgyldt kant. 
I 1885 fik han Fortjenstmedaljen i guld. 
Han blev gift 22. september 1847 på Frederiksberg med Hannibaline Frederikke Marie Hansen (23. marts 1824 i København – 11. maj 1874 smst.), datter af skomager Christian Hansen og Inger Christine Lassen. 
Han er begravet på Assistens Kirkegård.